# غار کارامپوانگ
غار کارامپوانگ یا لیانگ کارامپوانگ (انگلیسی: Karampuang cave) یک سایت باستان‌شناسی ماقبل تاریخی در تپه‌های Maros-Pangkep Karst پارک ملی Bantimurung-Bulusaraung است که از نظر اداری در روستای Samangki، منطقه Simbang, اداری ماروس، سولاوسی جنوبی، اندونزی واقع شده است.

## غارنگاره‌ها
در ۳ ژوئیهٔ ۲۰۲۴، مجله نیچر یافته‌های تازه تحقیقاتی را منتشر کرد که به بررسی غارنگاره‌های این سایت پرداخته است. غارنگاره‌هایی که چهره‌های انسان‌انگاری را در حال تعامل با خوک و ابعاد ۳۶ در ۱۵ اینچ نشان می‌دهد. این نگاره‌های لیانگ کارامپوانگ تقریباً ۵۱٬۲۰۰ سال قدمت دارند که آنها را به عنوان قدیمی‌ترین نقاشی‌های شناخته شده در جهان معرفی می‌کند. این کشف در نتیجهٔ تحقیقات مشترک انجام‌شده توسط «سازمان تحقیقات باستان‌شناسی، زبان و ادبیات» و نامه‌های «آژانس ملی تحقیقات و نوآوری» (BRIN)، دانشگاه ساوترن کراس و دانشگاه گریفیث ناشی می‌شود.